# Roland Magerl
Roland Magerl (* 4. Januar 1973 in Weiden in der Oberpfalz) ist ein deutscher Politiker der AfD. Er ist seit November 2018 Mitglied des Bayerischen Landtags.

## Leben
Magerl ist als Energieelektroniker in Bayern tätig. Nach seiner langjährigen Mitgliedschaft in der SPD trat er zur bayerischen AfD über.
Bei der bayerischen Landtagswahl 2018 kandidierte er als Stimmkreisabgeordneter im Stimmkreis Weiden in der Oberpfalz und auf Listenplatz 1 der AfD im Wahlkreis Oberpfalz. Er zog als Abgeordneter in den Bayerischen Landtag ein. Bei der Landtagswahl 2023 zog er erneut in den Landtag ein. 
Magerl ist verheiratet und Vater von drei Kindern.

## Kontroversen
Am 7. Juli 2018 trug Magerl bei einer AfD-Veranstaltung ein T-Shirt der rechtsextremen Marke Ansgar Aryan mit einem Adler als Rückenaufdruck und dem Schriftzug „Patriotic Ink“. Der Bayerische Rundfunk attestierte ihm daraufhin Verbindungen „nach Rechtsaußen“, der Rechtsextremismus-Experte Jan Nowak sprach von einem „klaren Bekenntnis“. Magerl zufolge wollte er Gegendemonstranten mit Fuck Nazis-T-Shirts etwas entgegensetzen und habe daher bewusst ein Shirt mit „Patriot“-Aufdruck bestellt. Er habe jedoch zu diesem Zeitpunkt nicht gewusst, dass der Geschäftsführer der rechtsextremen Modefirma der NPD-Mann Patrick Schröder ist, der wie Magerl im oberpfälzischen Mantel wohnt.
Magerls Schwiegervater Johann Reichl hielt 2018 in Magerls Anwesenheit bei einem AfD-Stammtisch eine Rede, in der er die Politikerin der Grünen Claudia Roth als „fette Kröte“ und „mieses Stück Scheiße“ bezeichnete. Er sprach auch über einen „Volks-IQ“, der nach seiner Auffassung in der Türkei bei 85 und in Afrika bei 67 läge und nannte politische Gegner „Kreaturen und Würmer“. Magerl griff dabei nicht ein. Er gab später an, sein Schwiegervater habe nichts gegen Ausländer.
Auf dem Landesparteitag der AfD 2019 im bayerischen Greding bezeichnete Magerl Journalisten als „Ratten“. Er ging wenige Minuten nach der Äußerung erneut ans Mikrophon und entschuldigte sich vor den Delegierten für den Begriff. Auf Anfrage der Nachrichtenagentur AFP sagte Magerl, er habe das Wort aus der Emotion heraus gesagt und im Affekt gehandelt.